# Grand Casablanca
Grand Casablanca je jedna od 16 regija Maroka i nalazi se na sjeveru kraljevine. U regiji živi 3,631,061 stanovnika (po popisu stanovništva iz 2004. godine), na površini od 1.615 km².
Glavni grad regije je Casablanca.

## Gradovi
- Aïn Harrouda
- Beni Yakhlef
- Bouskoura
- Casablanca
- Lahraouyine
- Lamkansa
- Mediouna
- Mohammedia
- Nouaceur
- Tit Mellil